# 博內特峰
博內特峰（Cerro Bonete Chico）是阿根廷拉里奧哈省北部的山峰，鄰近與卡塔馬卡省接壤的邊境，海拔高度6,759米，是美洲排在阿空加瓜山、奧霍斯-德爾薩拉多山和皮西斯峰之後的第四大高山。太空梭地貌雷達任務（SRTM）顯示其高度6,872米。

## 外部連結
- （英文） Cerro Bonete on summitpost（页面存档备份，存于）
- （西班牙文） Cordillera de los Andes

1. ↑  Cerro Bonete - Google Maps